# Будковце
Будковце (слч. Budkovce) насељено је мјесто са административним статусом сеоске општине (слч. obec) у округу Михаловце, у Кошичком крају, Словачка Република.

## Становништво
| Година:    | 1994. | 2004.   | 2014.   | 2024. |
| ---------- | ----- | ------- | ------- | ----- |
| Број људи: | 1552  | 1476    | 1505    | 1505  |
| Разлика:   |       | -4,89 % | +1,96 % | +0 %  |

| Година:    | 2023. | 2024.   |
| ---------- | ----- | ------- |
| Број људи: | 1490  | 1505    |
| Разлика:   |       | +1,00 % |

Према подацима о броју становника из 2011. године насеље је имало 1.510 становника.